# Фокин, Евгений Павлович
Фокин Евгений Павлович (8 декабря 1921, Ликино-Дулёво, Московская губерния — 20 июня 2013, Новосибирск) — советский специалист по органической химии, учёный, доктор химических наук.

## Биография
Евгений Павлович Фокин родился 8 декабря 1921 года в г. Ликино-Дулёво (ныне Орехово-Зуевского района Московской области). В 1939 году поступил в Московский химико-технологический институт им. Д. И. Менделеева (МХТИ). В ноябре того же года был призван на действительную военную службу, принимал участие в советско-финской и Великой Отечественной войнах. В 1946—1951 году, некоторое время работал в химии; кандидат химических наук годах продолжил обучение в МХТИ.
Окончив МХТИ, с 1951 года работал на Тамбовском анилино-красочном заводе (с 1992 года — ОАО «Пигмент»), где придумал и внедрил два технологических процесса с очень высокой экономической эффективностью. На основании этих разработок в 1956 году защитил кандидатскую диссертацию.
В 1958 года — один из первых научных сотрудников Новосибирского Академгородка, в частности, первый учёный секретарь Новосибирского института органической химии им. Н. Н. Ворожцова СО АН; затем возглавлял лабораторию в том же институте, участвовал в организации и становлении института, в формировании основных научных направлений и кадрового состава.

## Научная деятельность
В 1970 году защитил докторскую диссертацию, получил звание профессора.
Основные направления исследований — химия хинонов и ароматических соединений:
- разработал новые методы синтеза антрапиридоновых красителей, неизвестных ранее антраоксазинов, арилазопроизводных антрона и антрахинона, ряда промежуточных продуктов.;
- исследовал влияние природы растворителя и других условий реакции на ориентацию аминогруппы при взаимодействии полигалоид- и оксиантрахинонов с аминами;
- предложил ряд новых ароматических полиаминов в качестве мономеров для термостойких лестничных полимеров и разработал метод их получения. Производство некоторых из них было организовано на предприятиях Министерства химической промышленности СССР. Эта технология и один из исходных продуктов были использованы для создания термостойкого (пожаробезопасного) волокна Лола, на основе которого были изготовлены костюмы для участников программы «Союз — Аполлон» (первая стыковка космических кораблей СССР и США в космосе);
- создал принципиально новую группу позитивно-негативных резистов, обладающих рядом уникальных технических характеристик (широкий диапазон спектральной чувствительности, низкий уровень шума, высокая дифракционная эффективность), что позволило применить их в фотолитографии и процессах получения голограммной оптики;

На основе фоторезистов, созданных Е. П. Фокиным, были разработаны новые технологические процессы для полупроводниковых приборов и микросхем, что позволило с высоким экономическим эффектом увеличить выход приборов и создать новые приборы, которые невозможно было получить при использовании выпускаемых в то время промышленностью резистов. Фоторезисты были использованы для создания печатных форм в полиграфии.
Работы Е. П. Фокина позволили получить новую термопроявляемую фотобумагу, новые фотохромные материалы, жидкокристаллические полимерные плёнки, используемые для изготовления медицинских термоиндикаторов, новые активные среды для лазеров, оптические клеи и герметики специального назначения, другие ценные материалы. С участием Е. П. Фокина был разработан процесс физического проявления с использованием в качестве светочувствительных компонентов диалкиламинохинонов, работающих в широком спектральном дапазоне.
Разработанные с участием Е. П. Фокина химические процессы были внедрены на предприятиях Министерства электронной промышленности и СССР и Министерства обороны СССР.
Автор 350 научных трудов, 100 авторских свидетельств и патентов.
Похоронен на Южном кладбище Новосибирска (квартал 28).

## Награды
- орден Трудового Красного Знамени
- два ордена «Знак Почёта»
- серебряная медаль ВДНХ СССР
- премия Совета Министров РСФСР
- заслуженный Соросовский профессор.